# Gedragsverrijking
Gedragsverrijking, ook wel omgevingsverrijking of animal enrichment  genoemd, is een principe in de dierverzorging, wat ernaar streeft de kwaliteit van leven, van in gevangenschap gehouden dieren te verbeteren. Dit wordt gedaan door het aanbieden van (nieuwe) prikkels uit de omgeving die nodig zijn voor een optimale psychologische en fysiologische welzijn. 
Het doel is verbeteren van of handhaven van de lichamelijke en psychische gesteldheid van een dier door het compenseren van de negatieve gevolgen van gevangenschap. Dit door het vergroten van de hoeveelheid en variatie van prikkels en het gelegenheid geven soortspecifiek gedrag te vertonen. Hierdoor hoopt men stereotiep gedrag tegen te gaan.
In principe werkt verrijking bij alle diersoorten. Bij intelligente dieren zoals primaten zijn de resultaten goed meetbaar.
Gedragsverrijking wordt aangeboden aan dieren in gevangenschap zoals:
- Dieren in dierentuinen en aanverwante instellingen
- Productiedieren die worden gehouden in een prikkelarme omgeving zoals een 24-uurs verblijf
- Dieren die voor onderzoek gehouden worden
- Gezelschapsdieren zoals honden, katten, konijnen en vogels.

## Soorten van de verrijking
Elke nieuwe positieve prikkel kan beschouwd worden als verrijkend. Er kan verrijkt worden met natuurlijke of kunstmatige voorwerpen, geuren, vreemd voedsel, omgevingsverrijking en door  verschillende methoden van manipulatie van voedingsmiddelen, bijvoorbeeld bevroren in ijs.
De meeste stimuli kunnen ondergebracht worden in een van de volgende zes groepen:
- Zintuiglijke verrijking; deze categorie stimuleert zintuigen: visueel, olfactorisch, auditief, tactiel, geur en smaak.
- Voedingsverrijking; Door voedsel op verschillende manieren beschikbaar te maken kan een dier uitgedaagd worden tot meer inventiviteit.
- Milieuverrijking, door het natuurlijk habitat van dieren te simuleren wordt getracht het natuurlijke gedrag van een dier meer ruimte te geven.
- Sociale verrijking, de mogelijkheden tot interactie met andere dieren.
- Objecten die kunnen worden gemanipuleerd via de handen, voeten, staart, horens, hoofd, mond, en dergelijke.